# Пенязи
Пенязи — деревня в Износковском районе Калужской области России. Входит в состав сельского поселения «Деревня Хвощи». Название деревни может происходить от слова  пеняз (пенез) —серебряная монета, денарий Великого княжества Литовского,  от pfenning — серебряный динар. Прежнее название деревни — Понизи — означало нижнее течение реки.

## География
Расположена на севере области, на юге района. Рядом — деревни Хвощи, Морозово, Горки. Находится на правом берегу речки Жеремесло ( раньше Жеремеселки ), название созвучно имени Жиромысла, новгородского  военачальника.

## История
Прежнее название Пенези (Пенизи, Понизи). Входило в историческую Морозовскую волость Медынского уезда.
Известна с конца XVIII в. как деревня Пенези (Понизи). В 1776 году принадлежала Калужской губернской казённой палате. Граничила на севере с Архангельским погостом, включавшим деревянную церковь, кладбище и пустоши.
В 1859 году — казённая деревня 2-го стана Медынского уезда и насчитывала 96 человек и 19 дворов.
В 1914 году население возросло до 138 человек, в селе Архангельском действовала церковно-приходская школа.

## Население
| 2002 | 2010 |
| ---- | ---- |
| 32   | ↘21  |